# Enrique de Lucas
Enrique de Lucas Martínez (L'Hospitalet de Llobregat, 17 agosto 1978) è un ex calciatore spagnolo, centrocampista.

## Carriera

### Club
Nasce a L'Hospitalet, piccolo centro vicino a Barcellona. 
De Lucas comincia con le giovanili dell'Espanyol, facendo il suo esordio in prima squadra il 15 maggio 1998, nel match contro il Valladolid. Sarà la sua unica presenza stagionale ma gli varrà la promozione in prima squadra.
De Lucas diviene subito un'importante arma offensiva per la sua squadra, tanto da scendere in campo 30 volte segnando 4 gol nella Liga 2000-01 e centrando la vittoria in Coppa del Re a fine anno.
Alla scadenza del suo contratto nel 2002, dopo una stagione in prestito ai francesi del Paris Saint-Germain, De Lucas firma con il Chelsea.
Coi londinesi gioca 25 partite segnando un gol in Coppa UEFA contro il Viking, nella vittoria finale per 2-1 dei blues.
Dopo una sola stagione oltremanica torna in patria, nelle file dell'Alavés con cui segna 6 gol in 40 presenze permettendo alla squadra di tornare nella massima serie dopo due anni di lontananza, anche se l'anno seguente saranno nuovamente retrocessi.
Successivamente De Lucas passa al neo promosso Real Murcia, firmando un contratto di due anni.
Qui si fa notare soprattutto per il gol al Real Madrid, in un 1-1 casalingo. A fine stagione tuttavia il Murcia retrocede.
Nell'estate del 2009, De Lucas fa un provino per il Blackpool, formazione di serie B inglese, una volta scaduto il suo legame col Murcia.
Alla fine firma però per il Cartagena, fresco di promozione nella serie B spagnola.
In questa sua nuova avventura segna il primo gol stagionale della sua squadra nella vittoria per 1-0 contro il Gerona.
A fine stagione segnerà 11 reti in 38 gare.
In estate passa al Celta Vigo.

### Nazionale
Ha racimolato 4 presenze nell'Under-21 spagnola.

## Palmarès
- Coppa di Spagna: 1

Espanyol: 1999-2000